# Josh Mantellato

a Compétitions nationales et continentales officielles uniquement.

b Matchs officiels uniquement.
Josh Mantellato, né le 21 avril 1987 à Gosford (Australie), est un joueur de rugby à XIII australien d'origine italienne évoluant au poste d'ailier. Il fait ses débuts en National Rugby League (« NRL ») avec les Knights de Newcastle lors de la saison 2013 mais ne parvient pas à s'y imposer, il décide alors de rejoindre Hull KR où il joue pendant deux saisons pleines avant la relégation du club. Parallèlement, il devient un membre titulaire de la sélection italienne avec laquelle il dispute deux Coupes du monde en 2013 et 2017.

## Palmarès

### En sélection

#### Détails en sélection
| 1.  | 6 octobre 2010   | Pays de Galles | 13-6  | Amical         | Ailier | 4  | 0 | 2  | 0 |
| 2.  | 15 octobre 2011  | Russie         | 92-6  | Qualifications | Ailier | 36 | 2 | 14 | 0 |
| 3.  | 23 octobre 2011  | Serbie         | 52-6  | Qualifications | Ailier | 20 | 1 | 8  | 0 |
| 4.  | 29 octobre 2011  | Liban          | 19-19 | Qualifications | Ailier | 10 | 1 | 3  | 0 |
| 5.  | 26 octobre 2013  | Pays de Galles | 32-16 | Coupe du monde | Ailier | 12 | 1 | 4  | 0 |
| 6.  | 3 novembre 2013  | Écosse         | 30-30 | Coupe du monde | Ailier | 10 | 0 | 5  | 0 |
| 7.  | 26 octobre 2013  | Tonga          | 0-16  | Coupe du monde | Ailier | 0  | 0 | 0  | 0 |
| 8.  | 28 octobre 2017  | Irlande        | 12-36 | Coupe du monde | Ailier | 4  | 0 | 2  | 0 |
| 9.  | 5 novembre 2017  | États-Unis     | 46-0  | Coupe du monde | Ailier | 18 | 1 | 7  | 0 |
| 10. | 10 novembre 2017 | Fidji          | 10-38 | Coupe du monde | Ailier | 6  | 1 | 1  | 0 |

### En club

#### Statistiques
| Saison | Club              | Compétition           | Matchs | Points | Essais | Goals | Drops |
| ------ | ----------------- | --------------------- | ------ | ------ | ------ | ----- | ----- |
| 2013   | Newcastle Knights | National Rugby League | 1      | 1      | 3      | 0     | 0     |
| 2014   | Newcastle Knights | National Rugby League | 1      | 0      | 3      | 0     | 0     |
| 2015   | Hull KR           | Super League          | ?      | ?      | ?      | ?     | ?     |
| 2016   | Hull KR           | Super League          | ?      | ?      | ?      | ?     | ?     |